# Strymon sutschani
Strymon sutschani är en fjärilsart som beskrevs av Tutt. Strymon sutschani ingår i släktet Strymon och familjen juvelvingar. Inga underarter finns listade i Catalogue of Life.